# Cazorla
Cazorla er en by og kommune i det sydlige Spanien i provinsen Jaén. Den har et indbyggertal på 7.012 (2024) indbyggere.